# San Vítor de Barxacova

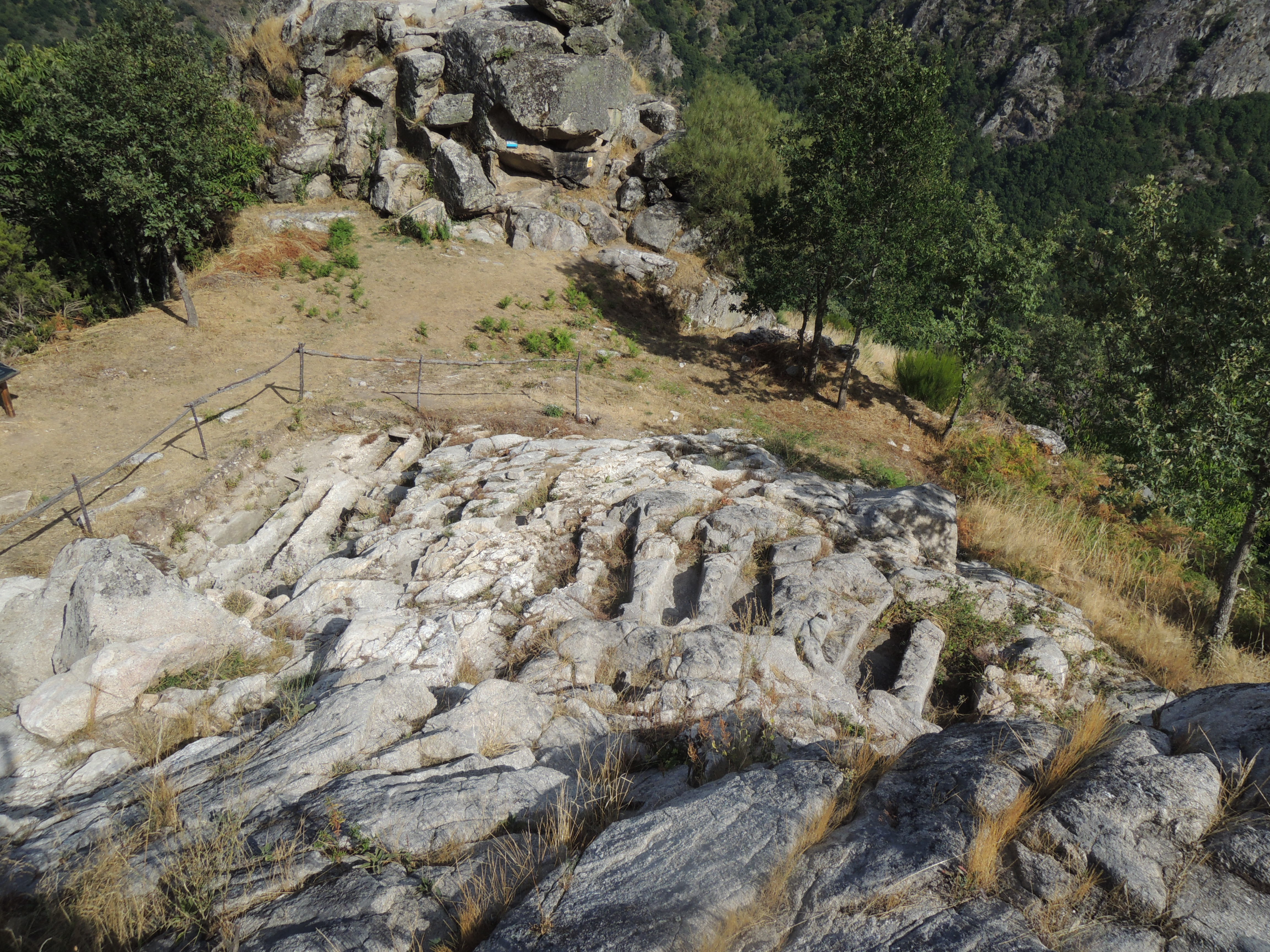
San Vítor de Barxacova

San Vítor de Barxacova (galicisch Capela e necrópole de San Vítor de Barxacova) ist eine archäologische Stätte in Parada de Sil, in der Gemeinde San Lorenzo de Barxacova in Galicien in Spanien. 

## Beschreibung
Ausgegraben wurden die Reste einer mittelalterlichen Kapelle und eine Nekropole mit zumeist in Stein gehauenen anthropomorphen Gräbern. Die bis zu 2,5 m langen Gräber sind meist west-ost-orientiert. Im südlichen Bereich sind die Gräber durch Anpassung an die natürliche Form des Felsens zumeist in Fächerform angeordnet.
Der Platz liegt im Flusstal des Mao, in der Nähe der Einmündung in den Sil. Dies war einige Zeit ein wichtiger Verkehrsweg. In der Nähe liegt die Straße mit der römischen Brücke von Canceliñas, wo ein bronzezeitliches Schwert gefunden wurde.

Necrópolis rupestre de San Vitor de Barxacova
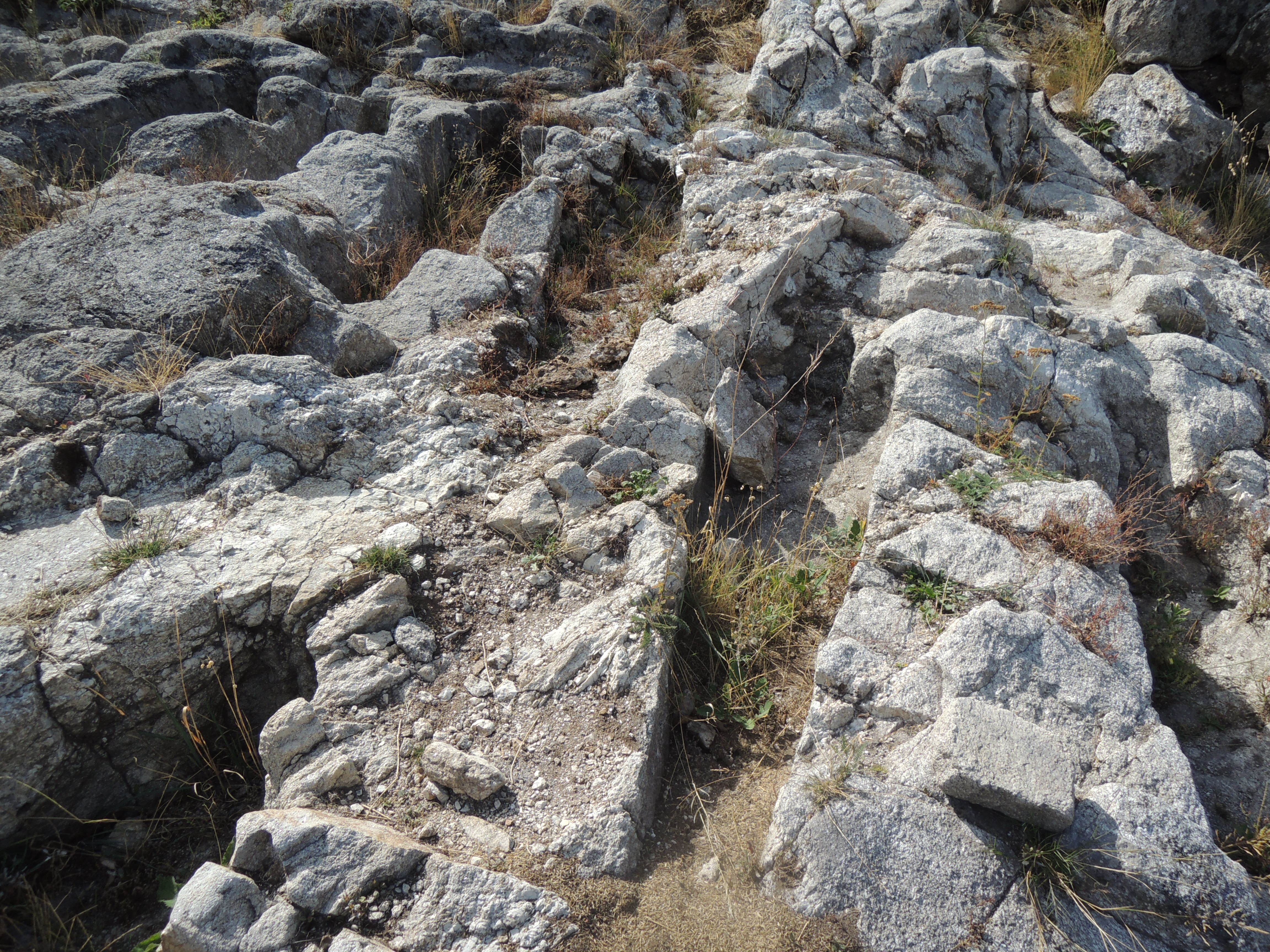
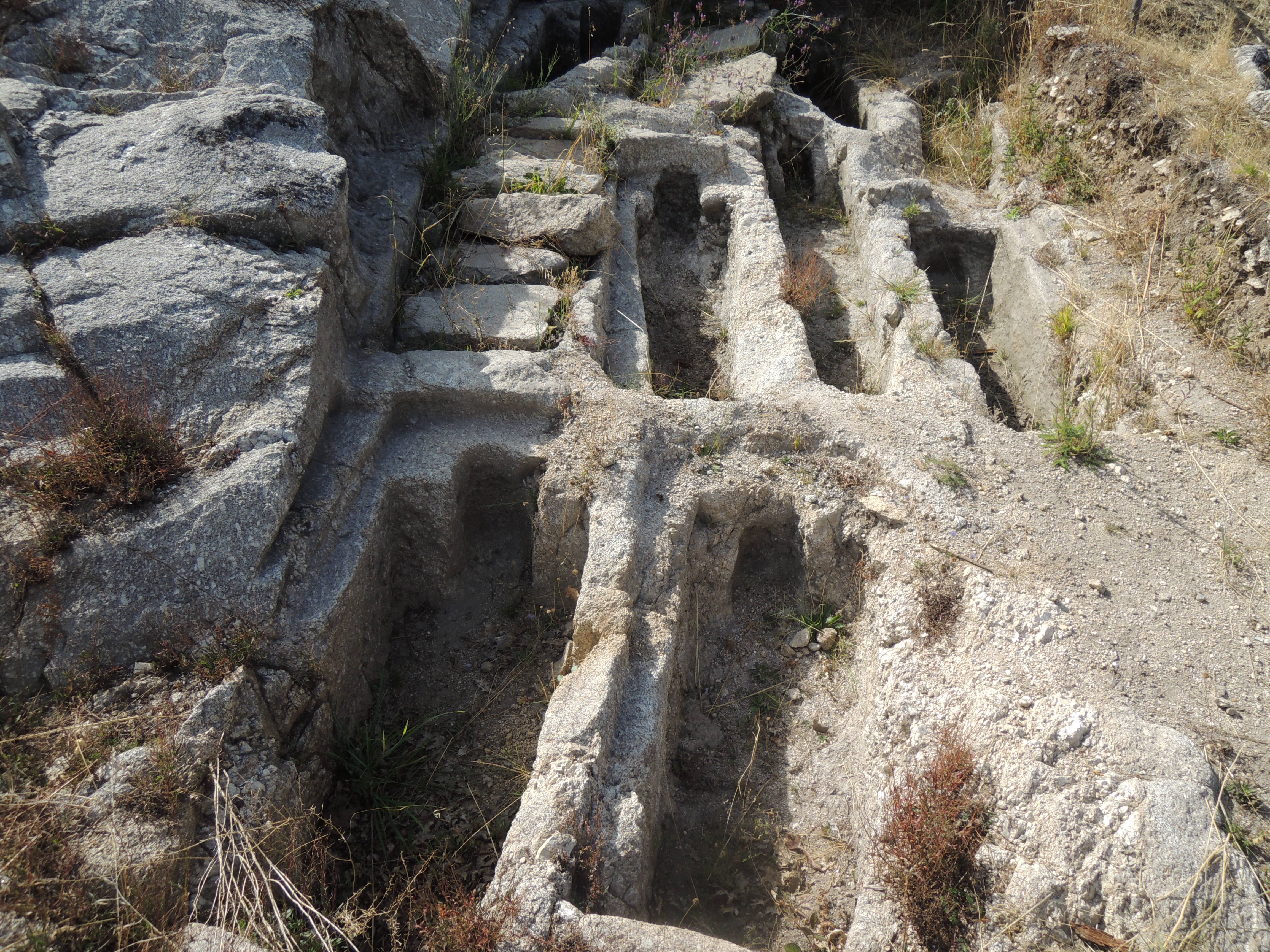
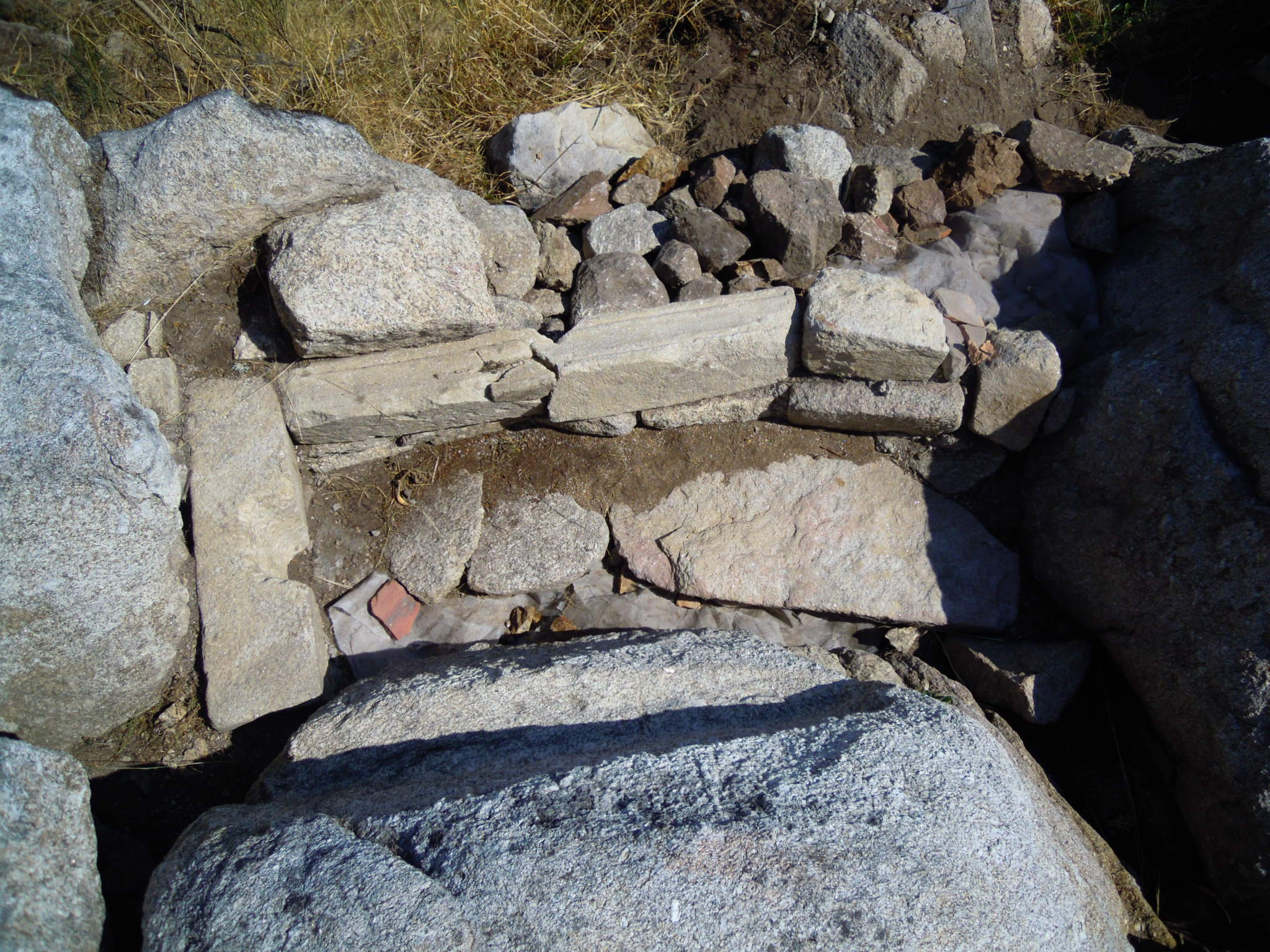
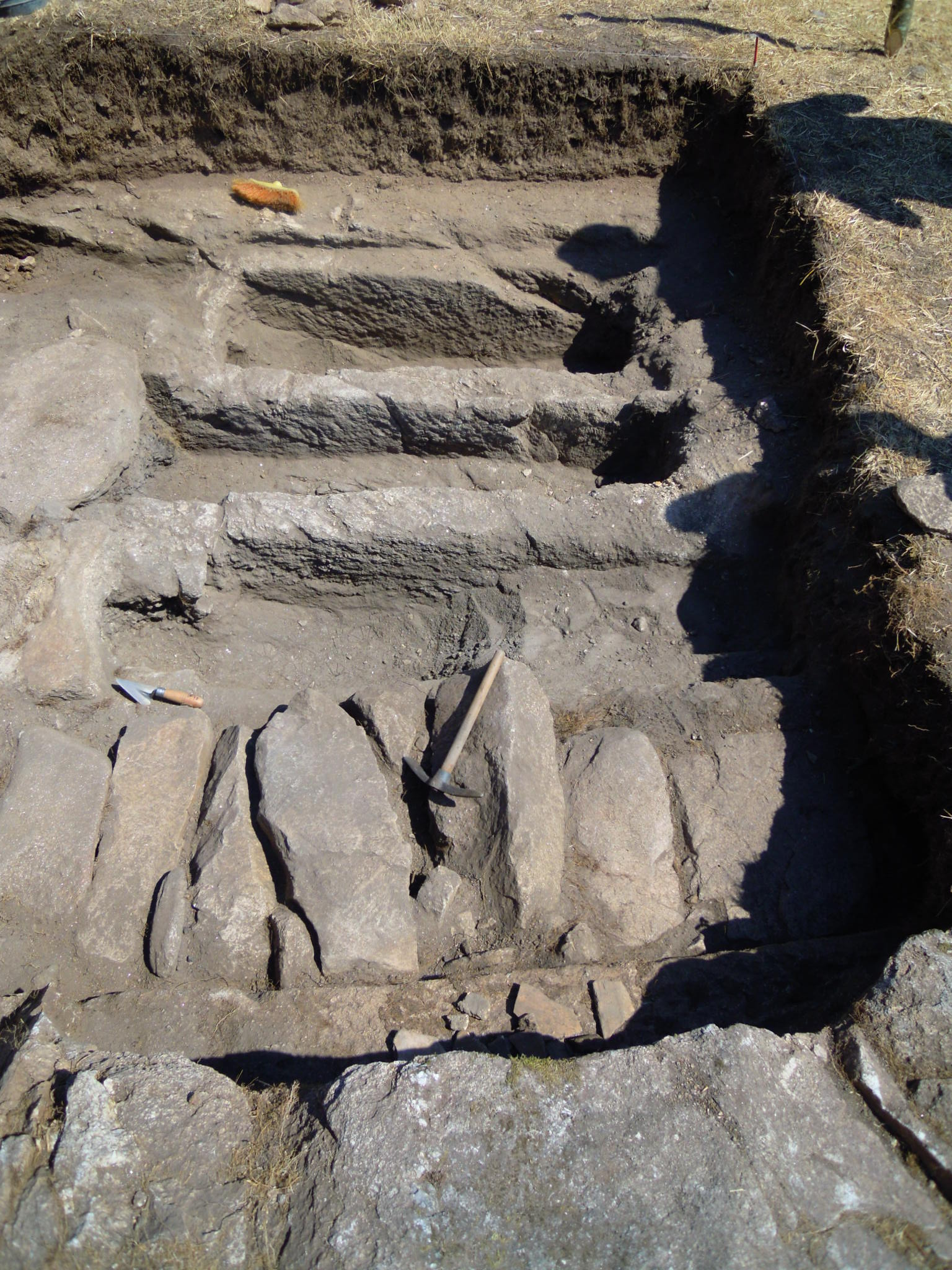

Es ist nicht bekannt, zu welchem Zeitpunkt der Abbruch der Kapelle erfolgte. Nach mündlicher Überlieferung standen die Steinmauern der Kapelle bis ins 19. Jahrhundert.